# グレアム・シャープ
グレアム・マーシャル・シャープ（英語: Greame Marshall Sharp、1960年10月16日 - ）は、スコットランドの元サッカー選手、サッカー指導者。元スコットランド代表。選手時代のポジションはFW。
エヴァートンの黄金時代のストライカーとして知られている。さらにエヴァートンでは426試合159得点というディキシー・ディーンに次ぐ歴代2位、戦後の選手としては歴代1位の得点記録を有している。

## クラブ歴

### エヴァートン
1978年にダンバートンFCで選手になり、1980年に12万ポンドでエヴァートンFCに移籍。当初はトップチームに定位置を確保出来ず、初のシーズンは6試合出場に止まった。しかし、ハワード・ケンドールが監督に就任するとレギュラーとして起用され29試合で15得点、その後も活躍を続け、1970年以降勝利出来なかったアンフィールドでも1984年10月の試合で彼の得点で1-0とし勝利を記録した。
タイトルとしては、1984年のFAカップでは決勝で彼も得点を記録し優勝を記録した他、1985年と1987年にはイングリッシュ・フットボールリーグ優勝、そしてUEFAカップウィナーズカップ 1984-85で優勝を記録、「グレーテスト・エヴァー・チーム」と称されるエヴァートンの黄金時代の看板選手であった。
1986年にゲーリー・リネカーがFCバルセロナに移籍すると、彼はポール・ウィルキンソン、エイドリアン・ヒース、ワイン・クラークらとコンビを組んで得点を取った。その後200万ポンドでトニー・コッティが移籍してきて彼とコンビを組んだ。
マイク・ニューウェルが移籍してきてもレギュラーの座は譲らなかった。しかし得点力は1989-90シーズンは33試合6得点、一時期は首位を走っていたもののライバルのリヴァプールFCにタイトルを奪われ6位、翌1990-91シーズンは27試合3得点と落ち込み、彼を見出したケンドール監督が1990年11月に復帰してきたものの、最早構想外となった。エヴァートンはコッティとニューウェルを中心に攻撃を組み立てていく事になった。

### オールダム・アスレティック
1991年、68年ぶりに1部に舞い戻ったオールダム・アスレティックAFCに50万ポンドで完全移籍。1991-92シーズンを17位で終えてプレミアリーグの初代メンバーとなった。翌シーズンも得失点差で残留しFAカップでは準決勝に進出した。しかし1993-94シーズンを以て降格した。
1994年11月、ジョー・ロイルがエヴァートンの監督に就任すると、選手兼任監督として指揮を執る事になり中位で終えた。オフシーズンにマイク・ミリガンを引き抜かれたのは痛く、翌シーズンは18位、1996-97シーズンには降格した。

### バンガー・シティ
1997年にカムル・プレミアのバンガー・シティFCの選手兼任監督に就任。カムル・クパンで優勝した。

## 代表歴
1985年から1988年にかけて12試合の代表出場経験がある。1986 FIFAワールドカップのメンバーにも選出されており、ウルグアイ代表戦で出場した。代表では1得点も記録しており、マルタ代表からの得点である。

## プレースタイル
2018年、ロビー・ファウラーがFourFourTwoから受けたインタビューの中で幼少期の憧れの選手の一人としてコメントしており、「シャープはファンタスティックなストライカーだ。ボールを持つ事も出来るし、ヘディングも得意で両足でシュートを打てる。さらにボールを散らすのも巧く、他の選手の方が得点に結びつきそうだったらボールを渡す選手だ。」と述べている。エヴァートンではアンディ・グレイ、ヒース、リネカーとのコンビネーションで主に活躍し、1984-85シーズンは54試合30得点の記録を残した。

## 個人
サッカー以外の面ではリヴァプールにある出版社やラジオ局で働いている他、エヴァートンのアンバサダーとしても活躍している。
息子のクリス・シャープもサッカー選手。

## タイトル

### クラブ
エヴァートン
- イングリッシュ・フットボールリーグ: 1984-85, 1986-87
- FAカップ: 1984
- FAコミュニティ・シールド: 1984, 1985, 1986, 1987
- UEFAカップウィナーズカップ: UEFAカップウィナーズカップ 1984-85

### 個人
- 年間最優秀得点賞: 1984-85vs. リヴァプールFC)

### 監督
バンガー・シティ
- カムル・クパン: 1997-98